# Епархия Шрикакулама
Епархия Шрикакулама (лат. Dioecesis Srikakulamensis) — епархия Римско-Католической церкви c центром в городе Шрикакулам, Индия. Епархия Шрикакулама входит в митрополию Вишакхапатнама. Кафедральным собором епархии Шрикакулама является церковь Пресвятой Девы Марии.

## История
1 июля 1993 года Римский папа Иоанн Павел II выпустил буллу Ad aptius fovendum, которой учредил епархию Шрикакулама, выделив её из епархии Вишакхапатнама. В этот же день епархия Шрикакулама вошла в митрополию Хайдарабада.
16 октября 2001 года епархия Шрикакулама вошла в митрополию Вишакхапатнама.

## Ординарии епархии
- епископ Иннаййя Чинна Аддагатла (1.07.1993 — 12.12.2018[1]).

## Источник
- Annuario Pontificio, Ватикан, 2007
- Булла Ad aptius fovendum (лат.)